# فهرست رئیسان دانشگاه علوم پزشکی شهید بهشتی
دکتر محمداسماعیل قیداری سرپرست کنونی دانشگاه است.
این مقاله فهرست رئیسان دانشگاه علوم پزشکی شهید بهشتی را در بر می‌گیرد.

## جمهوری اسلامی
- فریدون عزیزی ۱۳۶۴–۱۳۷۰
- سید محمود طباطبایی‌فر ۱۳۷۰–۱۳۷۶
- حبیب‌الله پیروی ۱۳۷۶–۱۳۸۴
- علیرضا زالی ۱۳۸۴–۱۳۸۷
- شاهین محمد صادقی ۱۳۸۷–۱۳۸۸
- محمدرضا رزاقی ۱۳۸۸–۱۳۹۰
- حسن ابوالقاسمی ۱۳۹۰–۱۳۹۲
- علی‌اصغر پیوندی ۱۳۹۲–۱۳۹۶
- محمد آقاجانی ۱۳۹۶–۱۳۹۸[۱]
- علیرضا زالی ۱۳۹۸–۱۴۰۳
- محمداسماعیل قیداری ۱۴۰۳–تاکنون

## جستار پیوسته
- دانشگاه علوم پزشکی شهید بهشتی